# يوجينة سميث
يوجينة سميث (بالإنجليزية: Eugenia Smith)‏ هي كاتِبة أمريكية، ولدت في 25 يناير 1899 في شيكاغو في الولايات المتحدة، وتوفيت في 31 يناير 1997 في نورث كينغستاون في الولايات المتحدة.